# Bahnhof Tiefenthal (Pfalz)
Der Bahnhof Tiefenthal (Pfalz) war die Bahnstation der rheinland-pfälzischen Ortsgemeinde Tiefenthal. Ab 1895 war sie der einzige Unterwegshaltepunkt der Bahnstrecke Ebertsheim–Hettenleidelheim, die von der von Grünstadt nach Eisenberg  und ab 1932 bis nach Enkenbach führenden Eistalbahn abzweigt. Der Personenverkehr kam bereits 1954 zum Erliegen, der Güterverkehr folgte 1987. Das frühere Empfangsgebäude steht unter Denkmalschutz.

## Lage
Der Bahnhof befand sich im nordwestlichen Teil der Ortsgemeinde weitab von deren Siedlungsgebiet unweit der Gemarkungsgrenze zur Stadt Eisenberg (Pfalz) am rechten Ufer des Seltenbaches. In seinem unmittelbaren Umfeld befinden sich hauptsächlich landwirtschaftlich genutzte Flächen. Gegenüber auf der anderen Seite des Flusses und bereits auf der Gemarkung von Eisenberg liegt die Siedlung Seltenbach.

## Geschichte
Der Bahnhof Eisenberg, der seit 1876 den Endpunkt der von Grünstadt kommenden Eistalbahn bildete, war neben den dortigen städtischen Industriebetrieben auch für die Tongruben im benachbarten Hettenleidelheim von Bedeutung. Da der Transport aufgrund der schwierigen topografischen Verhältnisse Probleme bereitete, entstanden Pläne, diese mit einem Bahnanschluss zu versehen. Aufgrund des Gefälles der Straße von Eisenberg nach Hettenleidelheim schied eine direkte Verlängerung der Bahnstrecke beziehungsweise ein vom Streckenendpunkt beginnender Gleisanschluss aus. Am 1. Januar 1895 wurde deshalb die von der Eistalstrecke abzweigende Bahnstrecke Ebertsheim–Hettenleidelheim zunächst ausschließlich für den Güterverkehr eröffnet und am 1. Mai des Jahres für den Personenverkehr freigegeben. Nachträglich wurde auf Höhe der Gemeinde Tiefenthal ein Haltepunkt eingerichtet.
Anfang des 20. Jahrhunderts erhielt der Bahnhof wie alle in der Pfalz Bahnsteigsperren. Während dieser Zeit wurde der Bahnhof von der Betriebs- und Bauinspektion Neustadt verwaltet und gehörte zum Zuständigkeitsbereich der Bahnmeisterei Grünstadt.
1922 erfolgte die Eingliederung des Bahnhofs in die neu gegründete Reichsbahndirektion Ludwigshafen. Im Zuge der Auflösung der Ludwigshafener Direktion wechselte er zum 1. April 1937 in den Zuständigkeitsbereich der Direktion Mainz; zu dieser Zeit unterstand er dem Betriebsamt (RBA) Neustadt.
Die Deutsche Bundesbahn (DB), die ab 1949 für den Bahnbetrieb zuständig war, gliederte den Bahnhof in die Bundesbahndirektion Mainz ein, der sie alle Bahnstrecken innerhalb des neu geschaffenen Bundeslandes Rheinland-Pfalz zuteilte. Der Personenverkehr auf der Strecke Ebertsheim–Hettenleidelheim wurde am 3. Oktober 1954 eingestellt. 1987 wurde der Güterverkehr entlang der Strecke ebenfalls aufgegeben. Die Demontage der Gleise erfolgte 1990.

## Anlage
Beim denkmalgeschützten Empfangsgebäude handelt es sich um einen Sandsteinquaderbau mit eineinhalb Stockwerken, der stilistisch der Neorenaissance zuzuordnen ist. Erbaut wurde es 1894. Inzwischen dient es als Wohnhaus und ist als Wohnplatz Bahnhof Tiefenthal ausgewiesen. Das Gleisbett ist im Einzugsbereich des Bahnhofs inzwischen mit Büschen zugewuchert und der frühere Bahnsteig teilweise mit Gras zugewachsen.

## Verkehr

### Personenverkehr
Mit Aufnahme des Personenverkehrs 1895 fuhren entlang der Strecke nach Hettenleidelheim durchgehende Züge bis nach Grünstadt. Die Personenbeförderung an sich spielte aufgrund der ortsfernen Lage des Haltepunktes stets eine untergeordnete Rolle. Zusätzlich verkehrten zwischen Ebertsheim und Hettenleidelheim Züge, die den Anschluss an diejenigen der Relation Grünstadt–Eisenberg herstellten. Letztere fielen jedoch oft aus. Mit Durchbindung der Eistalbahn bis nach Enkenbach im Jahr 1932 entfielen die Anschlussfahrten; fortan fuhren alle Züge bis nach Grünstadt durch; zu dieser Zeit existierten ungefähr vier Zugpaare dieser Relation. 1944 existierten sechs Zugpaare der Relation Grünstadt–Hettenleidelheim, wobei ein Zug nach Hettenleidelheim Tiefenthal ohne Halt durchfuhr. Der Personenverkehr zwischen Ebertsheim und Hettenleidelheim endete schließlich 1954.

### Güterverkehr
Anfang des 20. Jahrhunderts verkehrte täglich ein Güterzug in der Relation Ludwigshafen–Grünstadt–Eisenberg–Hettenleidelheim.